# Saint-Aubin, Lot-et-Garonne
Saint-Aubin är en kommun i departementet Lot-et-Garonne i regionen Nouvelle-Aquitaine i sydvästra Frankrike. Kommunen ligger i kantonen Monflanquin som tillhör arrondissementet Villeneuve-sur-Lot. År 2022 hade Saint-Aubin 389 invånare.

## Befolkningsutveckling
Antalet invånare i kommunen Saint-Aubin
| Referens: INSEE |